# Archidiocèse d'Hiérapolis-en-Syrie
L'archidiocèse d'Hiérapolis en Syrie, ou archidiocèse de Tulupe, était un archidiocèse du comté d'Édesse.

## Histoire
Le diocèse puis archidiocèse de Hiérapolis en Syrie, était l'évêché métropolitain (en) de la province ecclésiastique de l'Euphratèse. Son siège était dans la ville de Hiérapolis en Syrie (en arabe Manbij ou en syriaque Mabbug). Il était traditionnellement le cinquième siège en dignité sous le patriarche d'Antioche. Sous le patriarche Anastase Ier, au VIe siècle, il comptait neuf évêchés suffragants.
Pendant les Croisades, un archevêque latin de Hiérapolis fut établi à Tulupe (en). Il résidait habituellement à Turbessel, tout comme les évêques syriaques orthodoxes à l'époque des Croisades. Le diocèse fut fondé entre 1131 et 1134 par le comte Josselin II d'Édesse et il dépendait du patriarche latin d'Antioche. Il comptait deux sièges suffragants, Marash et Kesoun.
Il fut perdu en 1151.

## Liste des évêques grecs
- Philotimus, assiste au premier concile de Nicée en 325
- Theodotus, assiste au premier concile de Constantinople en 381
- Alexandre, assiste au concile d'Éphèse en 431, déposé pour hérésie
- Panolbius, succède à Alexandre
- Jean, succède à Panolbius
- Étienne Ier, succède à Jean en 446, toujours en fonction en 456
- Cyrus, déposé en 485
- Philoxène, ordonné en 485 par Pierre le Foulon, mort en 523
- Théodore, assiste au deuxième concile de Constantinople en 553
- Étienne II, un contemporain d'Évagre le Scholastique (mort en 591)
- Agapios (mort après 942)

## Liste des archevêques
- Tramon, ou Francon (fl. 1134-1142)

## Liste des archevêques titulaires
- Paul Goethals (1878 - 1886)
- Concetto Focaccetti (1887 - 1889)
- Garabed Aslanian (1890 - 1897)
- Julien-François-Pierre Carmené (1898 – 1908)
- Louis-François Sueur (1908 – 1914)
- Angelo Maria Dolci (1914 – 1933), délégué apostolique en Équateur (en), Bolivie (en) et Pérou (en), en Belgique (en) puis en Roumanie
- Tommaso Trussoni (1934 – 1940)
- Tommaso Valerio Valeri (1942 – 1950)
- Leone Giacomo Ossola (it) (1951 – 1951)
- Rosalvo Costa Rêgo (pt) (1952 – 1954)
- Ermenegildo Florit (1954 – 1962)
- Antonio del Giudice (en) (1962 – 1982), nonce apostolique en Corée du Sud (en), à Porto Rico (en), au Venezuela (en), à Malte puis en Irak (en) et au Koweït (en)